# Marvin Goldstein
Marvin Goldstein (n. 1950) es un pianista profesional. Comenzó su formación musical a la edad de 9 y a los 18 años le fue otorgada una beca para la Escuela de Música de la Universidad de Tel Aviv, Israel. Continuó su entrenamiento formal en el famoso "Mozarteum" de Salzburgo, Austria y completó su educación con "Licenciatura y Maestría en grados de Música" en la Universidad Estatal de Florida, en Tallahassee, Florida.

## Conciertos
Marvin viaja extensamente para compartir sus habilidades con la música con la gente de todo el mundo, en lugares como: Jerusalén, Israel , Anchorage, Alaska, Oahu, Hawái, Copenhague, Dinamarca, diversas provincias de Canadá, Londres Inglaterra y numerosas localidades de todo el territorio continental de Estados Unidos.
Marvin también acogió conciertos en Jerusalén, (Israel) y en el sur de California con la cantante israelí Gali Atari y Najwa Gibran. Debido al éxito de estos eventos, Marvin trabajó con el presidente de los EE. UU. George W. Bush y sus colaboradores para organizar un concierto por la paz en la Casa Blanca.

## Producción
Marvin ha grabado más de 30 discos compactos incluyendo la música popular, patriótica, melodías, canciones, música sacra y canciones de amor. Hace poco publicó un CD con Billy Dean, ganador del Grammy y la ex estrella de la NBA, Thurl Bailey. Marvin también ha organizado 15 libros de música de solos de piano. 
- 1995 Marvin Goldstein: Pianist, Vol. 2. MGP Productions.
- 1995 Inspirational Notes. MGP Productions.
- 1995 Marvin Goldstein: Pianist, Vol. 3. MGP Productions.
- 1995 Marvin Goldstein: Pianist, Vol. 1. MGP Productions.
- 1997 Oh Lord, My Redeemer.
- 1999 Sweet Dreams. MGP Productions.
- 2009 Janice Kapp Perry, Vol. 1, 2. Prime Sound.
- 2009 Steven Kapp Perry Favorites. Prime Sound.
- 2009 A Personal Tribute to My Friend, Janice Kapp Perry. Prime Sound.
- Favorites from the Childrens Songbook
- Easy Listening Piano: MG. Adventures in Music.
- The Light of Christmas.  MG Productions.[3]

Marvin y su esposa residen en Tallahassee, Florida. Tienen un hijo, Nicolás.